# 朝吹真理子
朝吹真理子（1984年12月19日—）是一位日本小說家。

## 生平
朝吹真理子是東京都出身，慶應義塾大学大学院文学研究科国文学碩士畢業。専攻近代歌舞伎、碩士畢業論文的主題為鶴屋南北。
2009年10月，她以小説家身分出道，在《新潮雜誌》發表作品《流跡》，2010年被堀江敏幸選為第20屆Bunkamura雙叟文學獎得主。2011年，以《貴子永遠》（きことわ）（新潮9月号）獲得第144屆芥川龍之介獎（平成22年度下半期）。

## 家族
朝吹真理子出身於政治與文學世家，長輩多是政治家或文學家。
- 朝吹英二（高祖父）：企業家
- 長岡外史（外高祖父）：陸軍軍人、政治家
- 久原房之助（外高祖父）：企業家、政治家
- 朝吹常吉（曾祖父）：企業家
- 石井光次郎（外曾祖父）：官僚、政治家
- 朝吹三吉（祖父）：文学家
- 朝吹登水子（姑祖母）：翻譯家
- 石井好子（姨祖母）：歌手
- 朝吹亮二（父親）：文学家、詩人

## 外部連結
- 朝吹真理子｜新潮社 （页面存档备份，存于）（日語）